# Auriculoterapi

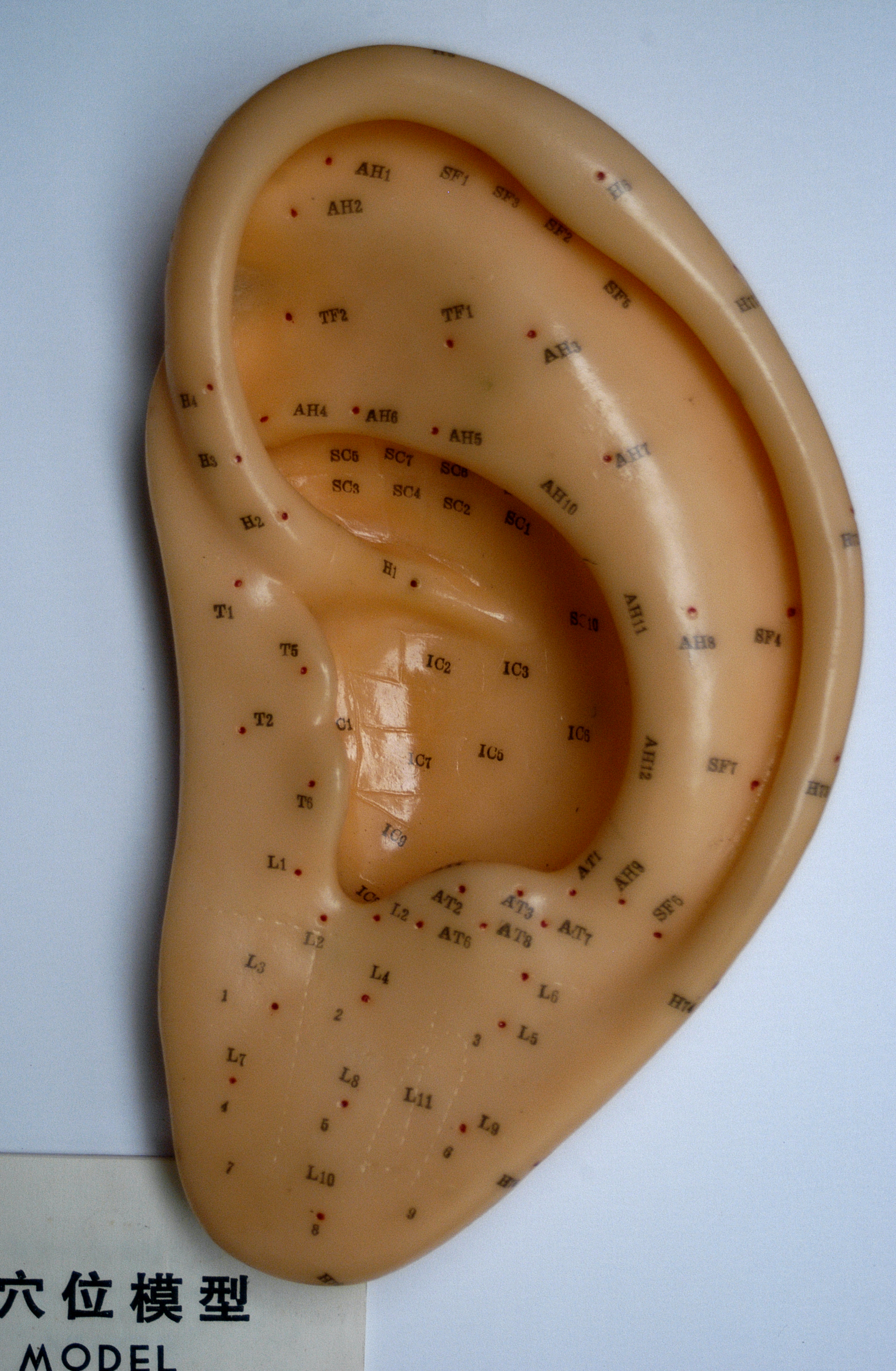
En auriculoterapimodell av ytterörat med markerade punkter.

Auriculoterapi, eller öronakupunktur, där auris betyder öra på latin, är en form av alternativmedicinsk behandling. Den bygger på idén att människokroppens olika delar och organ korrelerar med specifika punkter på öronmusslan och att många sjukdomar och besvär kan behandlas med akupunktur genom nålstick i örat. Liknande idéer, att en viss del av kroppen utgör ett mikrosystem av kroppen, finns inom zonterapin och iridologin, men det finns inga vetenskapliga belägg för att någon av dessa metoder fungerar och de räknas därför som pseudovetenskap.

## Historik
Hypotesen att varje kroppsdel och varje organ korrelerar med specifika punkter på ytterörat lades fram av fransmannen Paul Nogiér vid världs- och akupunkturkongressen i Paris 1956. Han menade att örat kan liknas vid ett foster med huvudet nedåt, där ryggen motsvaras av örats ytterkant och de inre organen av örats centrala delar nära hörselgångens mynning.

### Öronakupunktur i andra kulturer.
Från början fanns det ingen gemensam koppling mellan nålbehandling enligt traditionell kinesisk medicin och öronakupunkturen. Den tyske akupunktören Bachman lät publicera Nogiérs teorier i sin akupunkturtidskrift. Nogiérs metoder blev på så sätt kända även i Kina och Japan och kom att utvecklas även i dessa länder. Detta har givit upphov till regionala skolor i Frankrike, Kina och Japan och i Ryssland inom auriculoterapin, med tekniska skillnader. Den franska skolan poängterar användandet av guld, silver eller nålar av annan metall för att uppnå önskad effekt.[källa behövs] I Kina används däremot uteslutande nålar av rostfritt stål.[källa behövs] Punkternas placering i övrigt skiljer sig inte mycket åt.[källa behövs]
Idén att det finns en koppling mellan ytterörat och olika inre organ i kroppen och att kroppsliga åkommor kan botas genom behandling av ytterörat är en tradition med rötter i antikens Egypten och det antika Grekland.[källa behövs]

## Effekt och vetenskapligt stöd
Påståenden att öronakupunktur har effekt vid behandling av irritabel tarm, övervikt, rökavvänjning, och andra typer av substansberoende saknar vetenskapligt stöd. Det finns inte heller något vetenskapligt stöd för de traditionella bakomliggande teorierna till auriculoterapi.
Det saknas överensstämmelse mellan olika auriculoterapeutiska teorier. I artikeln "Ear Acupuncture in European Traditional Medicine" beskriver författarna Luigi Gori och Fabio Firenzuoli problemet:
| ”     | Actually one of the many methodological problems with auricular acupuncture is that there are so many maps of the ear and little agreement exists regarding point location, lacking definitive anatomic study on ear skin and its somatotopic correspondences. Another problem is that all correspondence or reflex systems do not correlate to the knowledge of anatomy and physiology based on the patterns of mainstream medicine | „ |
| [ 3 ] | |   |